# Make-Up Artists and Hair Stylists Guild
Make-Up Artists and Hair Stylists Guild é um sindicato estadunidense que representa artistas especialistas em maquiagem e penteados em filmes, programas de televisão, comerciais, performances ao vivo de eventos e produções teatrais nos Estados Unidos. Os membros da comunidade são reconhecidos por inúmeros prêmios de organizações dedicadas às artes, como o Oscar, Emmy Awards, BAFTA e Saturn Awards. O Make-Up Artists and Hair Stylists Guild foi fundado em 1937. É Local 706 do IATSE.
Karen Westerfield foi eleita em 2022 como a primeira asiático-americana e a primeira mulher a ser a representante empresarial do sindicato. O representante comercial é o cargo mais importante do sindicato.

## Make-Up Artists and Hair Stylists Guild Awards
O sindicato organiza anualmente o Make-Up Artists & Hair Stylists Guild Awards. Em 2016, a premiação foi dividida em 19 categorias diferentes. O sindicato também oferece Lifetime Achievement Awards para homenagear as realizações de destaque na indústria, bem como um Distinguished Artisan Award especial concedido a um ator ou cineasta por suas contribuições criativas.

### Categorias da premiação
- Longa-Metragem
  - Melhor Maquilhagem Contemporânea
  - Melhor Penteado Contemporâneo
  - Melhor Maquiagem de Época e/ou de Personagem
  - Melhor Penteado de Época e/ou de Personagem
  - Melhores Efeitos Especiais de Maquiagem
- Séries de Televisão e Novas Mídias
  - Melhor Maquilhagem Contemporânea
  - Melhor Penteado Contemporâneo
  - Melhor Maquiagem de Época e/ou de Personagem
  - Melhor Penteado de Época e/ou de Personagem
  - Melhores Efeitos Especiais de Maquiagem
- Filmes Feitos para Televisão ou Especiais
  - Melhor Maquilhagem Contemporânea
  - Melhor Penteado Contemporâneo
  - Melhor Maquiagem de Época e/ou de Personagem
  - Melhor Penteado de Época e/ou de Personagem
- Comerciais e Vídeos Musicais
  - Melhor Maquiagem
  - Melhor Penteado
- Produção Teatral
  - Melhor Maquiagem
  - Melhor Penteado
- Programação Infantil e Adolescente
  - Melhor Maquiagem
  - Melhor Penteado
- Televisão Diurna
  - Melhor Maquiagem
  - Melhor Penteado